# Louis Watum Kabamba
Louis Watum Kabamba, né le 22 mars 1962 à Kinshasa, est un homme politique de la République Démocratique du Congo. Il est actuellement Ministre des Mines au sein du Gouvernement Suminwa Il. Il a précédemment occupé le poste de Ministre de l’Industrie et du Développement des Petites et Moyennes Entreprises ainsi que des Petites et Moyennes Industries, fonction qu’il exerçait depuis le 28 mai 2024 dans ce même gouvernement.

## Biographie
Louis Watum Kabamba, a 12 ans quand son père Nestor Watum, ressortissant de Mahagi en Ituri, alors ambassadeur au Tchad, est accusé d’avoir détourné des timbres en or quand il était ministre des PTT. Toute la famille rentre au Zaïre (actuelle RDC) où le père est incarcéré à la prison de Luzumu, dans le Bas-Congo (Kongo Central).

### Formation
Après le baccalauréat, il choisit de faire polytechnique[Quoi ?] et des études supérieures à l'université de Lubumbashi où il obtient son diplôme d’ingénieur en chimie industrielle.

## Carrières

### Carrière professionnelle
En 1991, il est embauché comme ingénieur de production en pyrométallurgie, aux usines de Shituru à Likasi.
De 2001 à 2005, Watum Kabamba travaille pour la société minière AngloGold Ashanti et est directeur des opérations de la mine d'or de Yatela au Mali. Il est ensuite employé par la société Moto Gold Mines (en) dans l'exploitation des mines d'or dans le Haut-Uélé (RDC) de 2006 à 2009, puis par Randgold Resources pour l'exploitation de la mine d'or de Kibali (en) (2010-2014).
En 2014, Watum Kabamba devient directeur général des opérations de Ivanhoe Mining (en) et Kipushi Corporation, une entreprise d'exploitation minière, filiale de Rio Tinto, en RDC,.
Il est ensuite président de la Chambre des Mines de RDC.

### Carrière politique
En 2024, Louis Watum est nommé ministre de l’Industrie et du Développement des PME par le président Félix Tshisekedi. Son mandat vise à,, :
- Promouvoir la transformation locale des matières premières pour réduire la dépendance aux exportations brutes.
- Développer les PME et stimuler l’innovation industrielle.
- Assurer la régulation du secteur privé par le biais d’institutions comme l’ARSP (Autorité de régulation de la sous-traitance)

#### Empoisonnement
En septembre 2024, Louis Watum Kabamba est victime d'une tentative d'empoisonnement.